# Cethosia aeole
Cethosia aeole är en fjärilsart som beskrevs av Moore och Horsefield 1857. Cethosia aeole ingår i släktet Cethosia och familjen praktfjärilar. Inga underarter finns listade i Catalogue of Life.